# Bárbara y Dick
Bárbara y Dick fue un dueto musical argentino conformado por Bárbara Virginia Bourse y Fernando Sustaita. Su fama trascendió las fronteras del país, consolidándose como un ícono musical de Latinoamérica. Su mayor éxito fue el tema «El funeral del labrador», que fue interpretado en diversos idiomas.[cita requerida] Esa canción les ganaría un lugar en la historia de la música pop. Otras dos canciones que tuvieron trascendencia son «Ámame» y «Respirando».

## Historia

### Comienzos
El dúo era conformado por la bonaerense Bárbara Bourse, hija del artista plástico Teodoro Bourse Herrera, y por Fernando Sustaita hijo del político Héctor Sustaita Seeber.
Inicialmente tenían proyectada la formación de un trío en compañía de un amigo común, Juan Cruz Martín Grondona, quien a su vez los había presentado previamente. Sin embargo, el hecho no se consolidó debido a la decisión de este último en seguir con sus estudios de Derecho. Hacia 1965 efectuaron un demo para los estudios de grabación de la RCA Argentina en donde Juan Cruz alcanzó a participar. No obstante, por azares del destino, sólo fueron considerados Bárbara y Fernando.

### Primeros éxitos

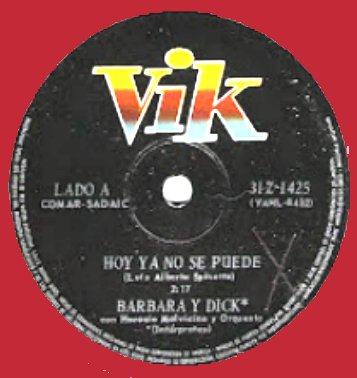
Disco grabado por Bárbara y Dick, sobre tema de Spinetta.

El productor Mario Pizzurno sería el artífice en la conformación del dúo y su descubridor. La prueba de fuego para ellos se presentaría en el 1° Festival de la Canción de Mar del Plata, que se realizó el 11 de febrero de 1966, frente al océano Atlántico –en la Playa Bristol- en el que participaron José Feliciano (Puerto Rico), Jimmy Fontana (Italia), Peggy March (Estados Unidos), Bennie Thomas (Estados Unidos), Rita Mónico (Italia), Ronnie Cord (Brasil) y las siguientes figuras de la RCA Victor Argentina: Los Iracundos, Bárbara y Dick, Juan Ramón, Los A-Go-Gó,  Aldo Perricone y Las Brujas. Desde ese año, lograron un lugar de privilegio dentro de la música popular argentina y comenzaron a grabar temas musicales que les dieron celebridad nacional, pero no todo quedaría ahí, varios de sus discos fueron solicitados en otros idiomas debido a la calidad musical que poseían. El funeral del labrador, un tema compuesto por João Cabral de Melo y Chico Buarque -una canción de protesta sobre un labrador que sólo llegó a poseer un pedazo de tierra al morir, su tumba-, se grabaría en italiano, español y portugués siendo en este último idioma, el original, que la versión se difundiría a nivel mundial. La vertiginosa escalada a la fama, los llamaría a actuar en emisiones televisivas donde llegó su consagración. El alto índice de ventas de sus sencillos y de sus Larga duración les haría merecedores de recibir Disco de Oro en dos ocasiones. La fama les llevaría a actuar en diversos países de Latinoamérica e incluso Europa. Pero sorpresivamente, al concluir su participación en el Festival de Viña del Mar en 1969 el dueto se disolvería.

### El regreso y separación definitiva
No sería sino hasta 1971 cuando la dupla volvería a unirse recuperando rápidamente terreno en el sendero de la popularidad. La creatividad los llevó a incursionar en el género musical infantil presentando material discográfico notable, a la par su regreso a la pantalla chica se daría al tener su propio programa televisivo en señal abierta siendo difundido por Canal 13, el programa se llamó La tarde de Bárbara y Dick. Para 1975 en una gira por el sur argentino el guitarrista sufre una descompensación y no puede ir a la gira. Convocaron a un joven virtuoso de la guitarra, Daniel Guillomía, quien los acompañó en la gira por dos semanas. El espectro amplio de actuaciones los llevó a incursionar brevemente en el cine y a participar activamente en diversos festivales musicales latinoamericanos. Su trabajo en estudio de grabación concluyó hacia 1983, efectuando una gira de despedida, casualmente esta terminó actuando, en las Fiestas del Santo Patrono San Isidro Labrador de 1998, adquiriendo ésta un especial significado en sus vidas por muchísimas razones, quizá la más importante radicó en que su juventud transcurrió por mucho tiempo ahí.
Bárbara continuaría trabajando sola al grabar algunos temas en solitario. Dick haría lo propio, aunque por corto tiempo, después de grabar dos singles, Dick se retiraría del mundo artístico para incorporarse a una vida en armonía con la naturaleza, completamente alejado de las luminarias. El 29 de julio de 2006 muere, víctima de un cáncer de garganta.

### Bárbara
Bárbara Bourse continua presentándose junto a Julián su hijo en diversos recitales, por distintas latitudes del mundo, interpretando los éxitos del dueto, y aún más, interpretando material discográfico reciente.

### Discografía solista de Bárbara
- 1985: Como una ola - MICROFON
- 1987: Tú sin mí- MICROFON
- 2010: Entra en mi alma - PATTAYA
- 2010: Despechada - PANDO MUSIC
- 2011: Homenaje - PANDO MUSIC
- 2011: La Reina del Sur 2012 - PANDO MUSIC

## Sencillos
Bárbara y Dick grabó con Los Iracundos cuatro temas que fueron editados en dos simples: Michelle / Guantanamera Vik (31Z–0843) y California somnolienta / Agente secreto Vik (31Z–0874), los temas de este último simple, también se incluyeron en el primer álbum del dúo Bárbara y Dick Vik (LZ-1132).
- El funeral del labrador (1966)
- Ámame (1978)
- California somnolienta (California Dreamin'), original de The Mamas & the Papas, 1966; grabado con el acompañamiento de Los Iracundos)
- Simón dice (Simon Says, éxito original de 1910 Fruitgum Company, 1967)
- Facundo (1966)
- Respirando (1978)
- Ámame, me gusta amanecer en ti (Remix Dance) (2013) - Pando Music

## Discografía
- 1966: Barbara y Dick - RCA
- 1967: Bárbara y Dick - RCA
- 1968: Bárbara y Dick - RCA
- 1976: Barbara y Dick con los niños - RCA
- 1977: Grandes Éxitos de Barbara y Dick - RCA
- 1977: Oh! el amor - INTERNATIONAL RECORDS
- 1978: Bárbara y Dick - RCA
- 1979: Bárbara y Dick - RCA
- 1983: Barbara y Dick - CBS
- 1997: Lo mejor de Bárbara y Dick - BMG ARIOLA ARGENTINA S.A.
- 1999: Serie 20 éxitos - BMG ARIOLA ARGENTINA S.A.
- 2002: Mi Historia Bárbara y Dick -BMG CHILE
- 2004: 20 Secretos de amor - BMG ARIOLA ARGENTINA S.A.
- 2010: Los Éxitos - PANDO MUSIC
- 2013: Qué bonita es ésta vida - PANDO MUSIC

## Cine
- 1980: Locos por la música - Director: Enrique Dawi . Protagonistas:  Carlos Balá y Graciela Alfano.  Cantan "Aleluya", letra y música de Danny Cabuche.

- Datos: Q5736383